# Mercurana
Mercurana è un genere di rana arborea appartenente alla famiglia delle Rhacophoridae.
Il nome del genere deriva dall'unica specie conosciuta, la Mercurana myristicapalustris, che venne scoperta nel 2013 nei Ghati occidentali, nel Kerala, in India. La denominazione omaggia Freddie Mercury, cantante dei Queen. Questo genere si differenzia dalle altre in quanto ha delle dita dei piedi ampiamente palmate, vive nelle pianure paludose, depositando le uova sul fango e tra i cumuli di foglie.